# Wolfgang Schäfers
Wolfgang Schäfers (* 1965 in Erwitte) ist ein deutscher Hochschullehrer. Er ist Inhaber des Lehrstuhls für Immobilienmanagement an der IREBS International Real Estate Business School der Universität Regensburg. Bis März 2014 war er Sprecher des Vorstands der IVG Immobilien AG.

## Biografie
Wolfgang Schäfers studierte nach einer Ausbildung zum Bankkaufmann Betriebswirtschaftslehre an der Universität Mannheim. Anschließend wurde er im Jahre 1996 am Lehrstuhl für Immobilienwirtschaft von Karl-Werner Schulte an der EBS Universität für Wirtschaft und Recht promoviert. Nach seiner Promotion war er zunächst bei Arthur Andersen tätig, ab 2000 als Partner. Von 2002 bis Januar 2009 war er als Managing Director/Head of Real Estate Investment Banking bei Sal. Oppenheim in Frankfurt am Main tätig. Im Jahr 2004 wurde Wolfgang Schäfers zum Inhaber des Lehrstuhls für Immobilienmanagement am IREBS Institut für Immobilienwirtschaft der Universität Regensburg berufen.
Am 1. Februar 2009 wurde er Mitglied des Vorstands und Finanzvorstand der IVG Immobilien AG in Bonn. Im Mai 2011 wurde er mit Wirkung spätestens zum 1. November 2011 zum Sprecher des Vorstands (CEO) der IVG Immobilien AG ernannt. An der Universität Regensburg war er seit dieser Berufung bis Ende 2012 beurlaubt.
Neben seinen Tätigkeiten ist Wolfgang Schäfers Lehrbeauftragter an der IREBS Immobilienakademie in Eltville. Er ist Autor und (Mit-)Herausgeber diverser Veröffentlichungen zu immobilienwirtschaftlichen Themen. Unter anderem ist er Mitherausgeber des Handbuchs „Corporate Real Estate Management“ (1998/2004) und des Handbuchs „Immobilien-Banking“ (2002), welche im Rudolf-Müller-Verlag in Köln erschienen sind.
Wolfgang Schäfers ist Gründungsmitglied der Gesellschaft für Immobilienwirtschaftliche Forschung (gif), Mitglied der European Real Estate Society (ERES) und Mitglied im redaktionellen Beirat der „Zeitschrift für Immobilienökonomie“.

## Aktuelles
Wolfgang Schäfers und Christian Blomeyer, Kanzler der Universität Regensburg, gerieten im August 2013 in Kritik, da Schäfers neben seiner Professur für private Unternehmen tätig gewesen ist.
Zunächst wird Schäfers in Medienberichten vorgeworfen, von 2005 bis 2007 bei Sal. Oppenheim angestellt und zugleich als Professor für die Uni Regensburg tätig gewesen zu sein. Weiterhin ist die Universität über alle Nebentätigkeiten Schäfers in vollem Umfang informiert gewesen.
Ferner werden Blomeyer und Schäfers kritisiert, weil Blomeyer einen Antrag von Schäfers über seine Tätigkeit als Vorstandsvorsitzender der IVG AG in Form einer Nebentätigkeit genehmigt hatte. Die Rechtmäßigkeit dieser Genehmigung sowie die Zuständigkeit des Kanzlers wurden in einigen Medienberichten in Frage gestellt. Im Oktober wurde Schäfers von der Universität Regensburg für das Wintersemester 2013/14 beurlaubt, damit er sich auf die Sanierung der finanziell angeschlagenen IVG kümmern könne. Die aktuelle Situation der IVG würde durch einen abrupten Führungswechsel weiter verschlimmert, deshalb sei einer weiteren Beurlaubung Schäfers zugestimmt worden. Schäfers habe gegenüber der Universität versichert, dass er nach Abschluss der Sanierung im Frühjahr 2014 wieder allein für sein Amt als Professor zur Verfügung stehen werde.
Die IVG war wegen Geschäften aus den Jahren 2006–2008 in finanzielle Schwierigkeiten geraten und musste im August 2013 ein Schutzschirmverfahren beantragen. Schäfers wurde 2009 als Vorstand der IVG berufen, als sich die finanzielle Schieflage des Unternehmens abzeichnete. Schäfers wurde beauftragt, das Unternehmen zu sanieren und es wieder kapitalmarktfähig zu machen. Dieser Prozess ist momentan im Gange: Anfang November hat das Amtsgericht Bonn dem Antrag der IVG auf Eröffnung des Verfahrens in Eignerverwaltung zugestimmt, so dass sich die IVG auf der Grundlage eines vom Vorstand auszuarbeitenden Insolvenzplans restrukturieren kann. Der Insolvenzplan soll bis Weihnachten 2013 dem Gericht vorgelegt werden, so dass die Aufhebung des Insolvenzverfahrens im Frühjahr 2014 erfolgen kann.
Am 9. Dezember 2013 meldete die Wirtschaftswoche, dass die IVG zusätzlich plane, die Geschäfte aus den Jahren 2006 bis 2008 einer Sonderprüfung zu unterziehen. Diese Prüfung könnte für Wolfhard Leichnitz, den ehemaligen Vorstand der IVG, und andere ehemalige Mitarbeiter laut Wirtschaftswoche ein „teures Nachspiel“ haben, wenn sie für die Verluste aus diesen Geschäften haftbar gemacht werden können.
Schäfers ist von dieser Prüfung nicht betroffen. Die Wirtschaftswoche vermutet vielmehr, dass der „entscheidende Niedergang der IVG“ in die Amtszeit von Wolfhard Leichnitz falle. In dieser Zeit hätte die IVG Projekte wie den Frankfurter Büro- und Geschäftskomplex The Squaire und den Londoner Büroturm The Gherkin initiiert. Diese waren vor allem durch Fremdkapital finanziert. Da die Projekte nicht fristgerecht fertiggestellt werden konnten, liefen die Kosten für die Entwicklung aus dem Ruder. Laut Handelsblatt und anderen Leitmedien habe sich die IVG an der Finanzierung der Projekte verhoben. Im laufenden Insolvenzverfahren blieb Schäfers nach Meinung der FAZ deshalb nicht mehr viel Spielraum in den Verhandlungen mit den Gläubigern. Ihm komme lediglich die Rolle des Moderators zu.